# كزرج
كزرج هي قرية في مقاطعة ميانة، إيران. عدد سكان هذه القرية هو 291 في سنة 2006.